# Triston McCathern
Triston McCathern (...) è un giocatore di football americano statunitense che gioca come runningback per i Southwest Florida Gladiators.

## Palmarès
- 1 Egyptian Bowl (GUC Eagles, 2017)